# Новара
Новара (італ. Novara, п'єм. Noara) — місто та муніципалітет в Італії, у регіоні П'ємонт, столиця провінції Новара.
Новара розташована на відстані близько 510 км на північний захід від Рима, 85 км на північний схід від Турина.
Населення — 104 452 особи (2014).

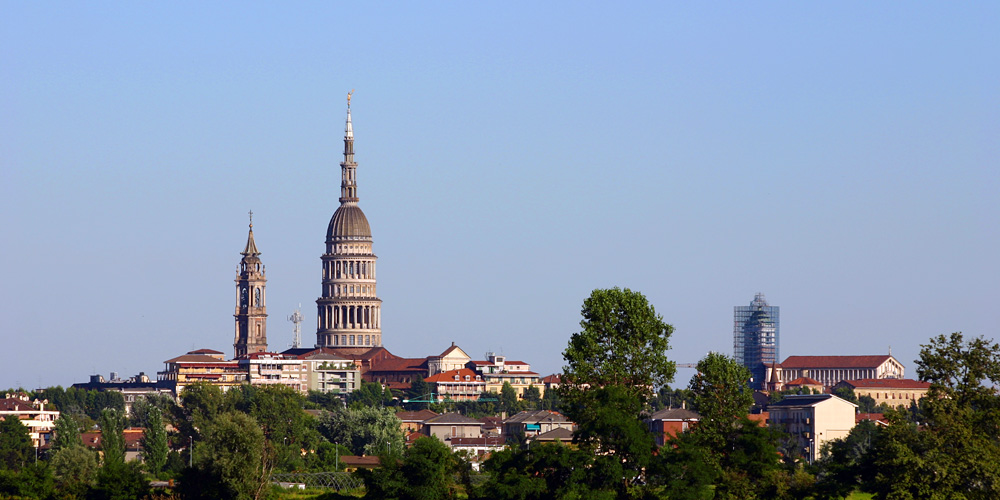

Щорічний фестиваль відбувається 22 січня. Покровитель — San Gaudenzio.

## Демографія
Населення за роками:

Станом на 1 січня 2023 року в муніципалітеті офіційно проживало 15 390 іноземців з 120 країн, серед них 1413 громадян країн Євросоюзу та 1285 громадян України.

## Уродженці
- Алессіо Дзербін (*1999) — італійський футболіст, нападник.

- Маріо Менегетті (*1893 — †1942) — італійський футболіст, півзахисник, згодом — футбольний тренер.
- Етторе Рейнауді (*1895 — †1968) — італійський футболіст, півзахисник, згодом — футбольний тренер.

## Сусідні муніципалітети
- Кальтіньяга
- Камері
- Казаліно
- Галліате
- Гарбанья-Новарезе
- Граноццо-кон-Монтічелло
- Ніббіола
- Роментіно
- Сан-П'єтро-Мозеццо
- Трекате

## Кухня
Типовим десертом міста є Biscotti di Novara.

## Галерея зображень

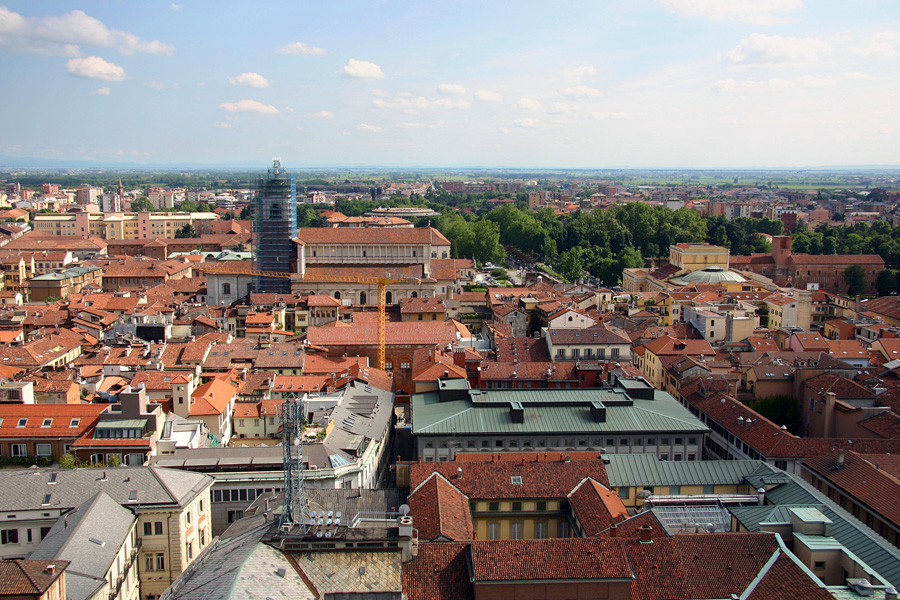
Panorama della città dalla Cupola di San Gaudenzio
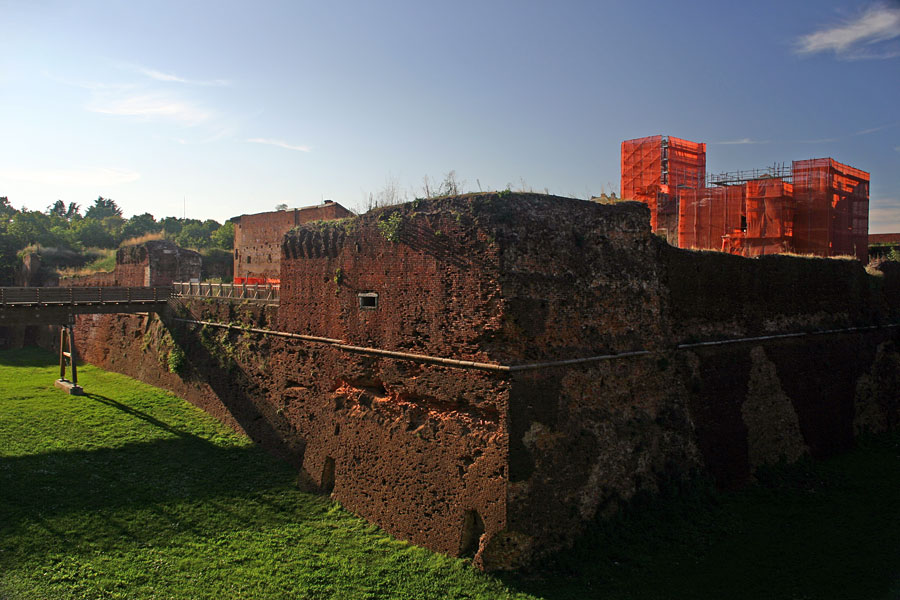
Il Castello di Novara
Porticato della piazza del Duomo
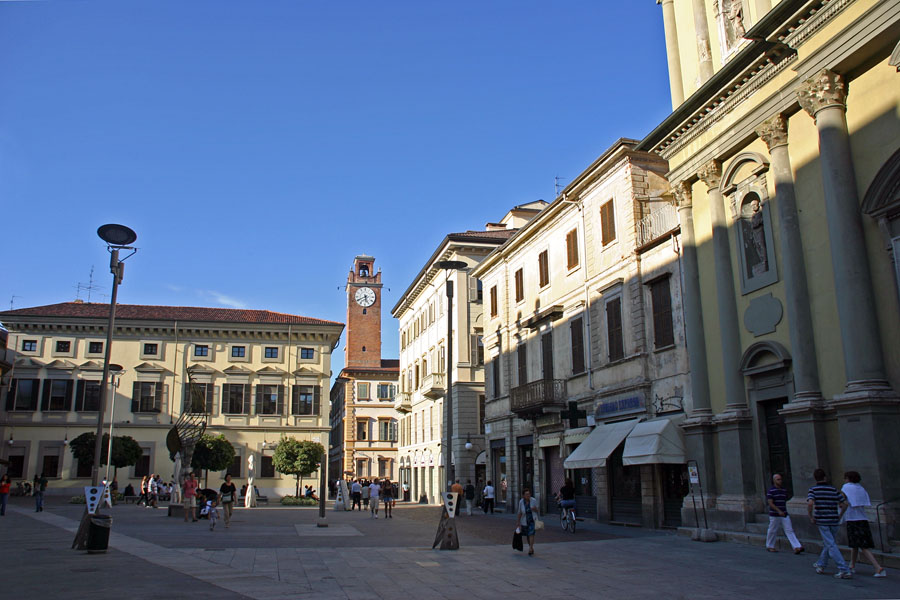
Piazza Gramsci
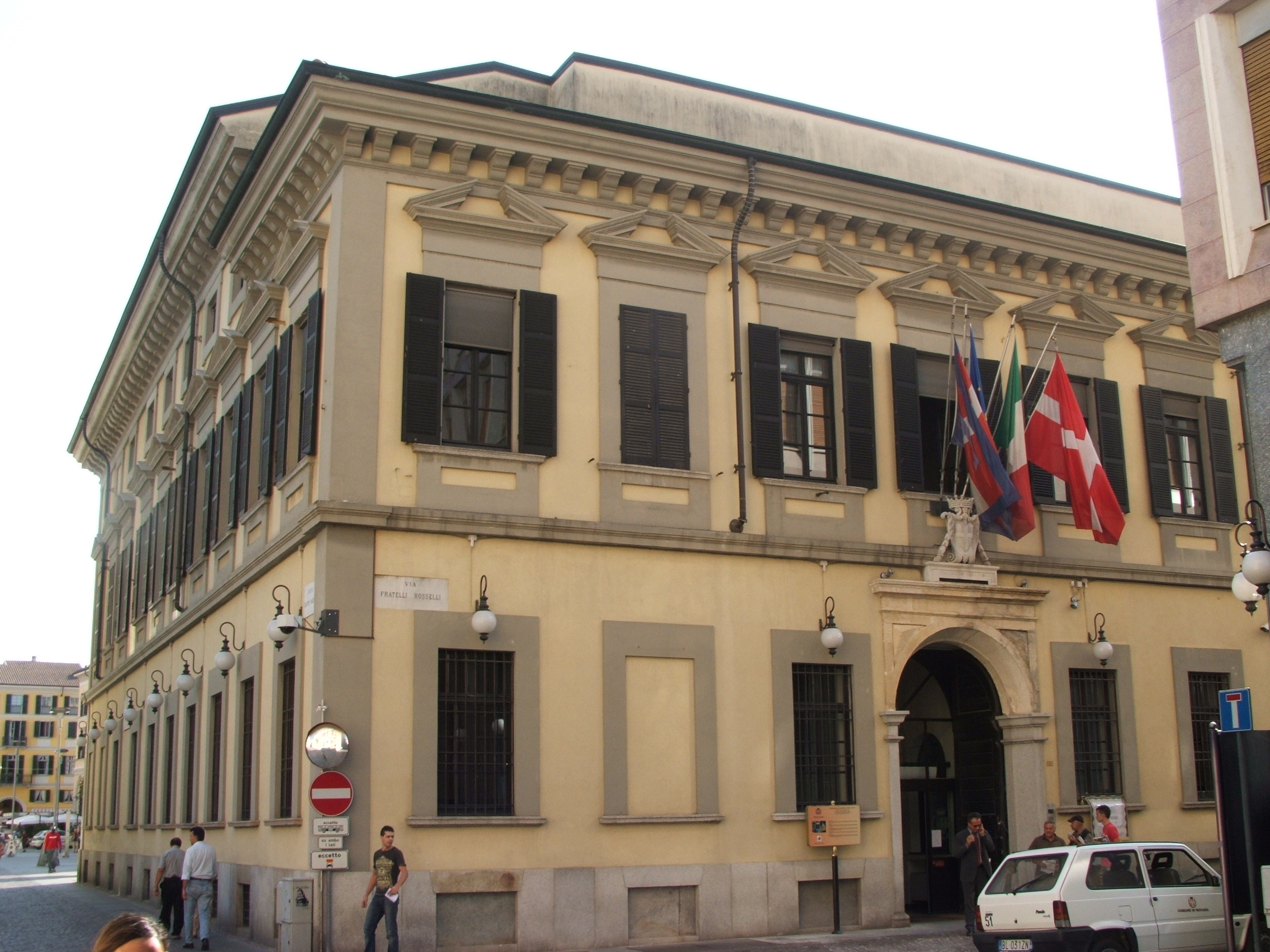
Palazzo Cabrino, sede del Comune
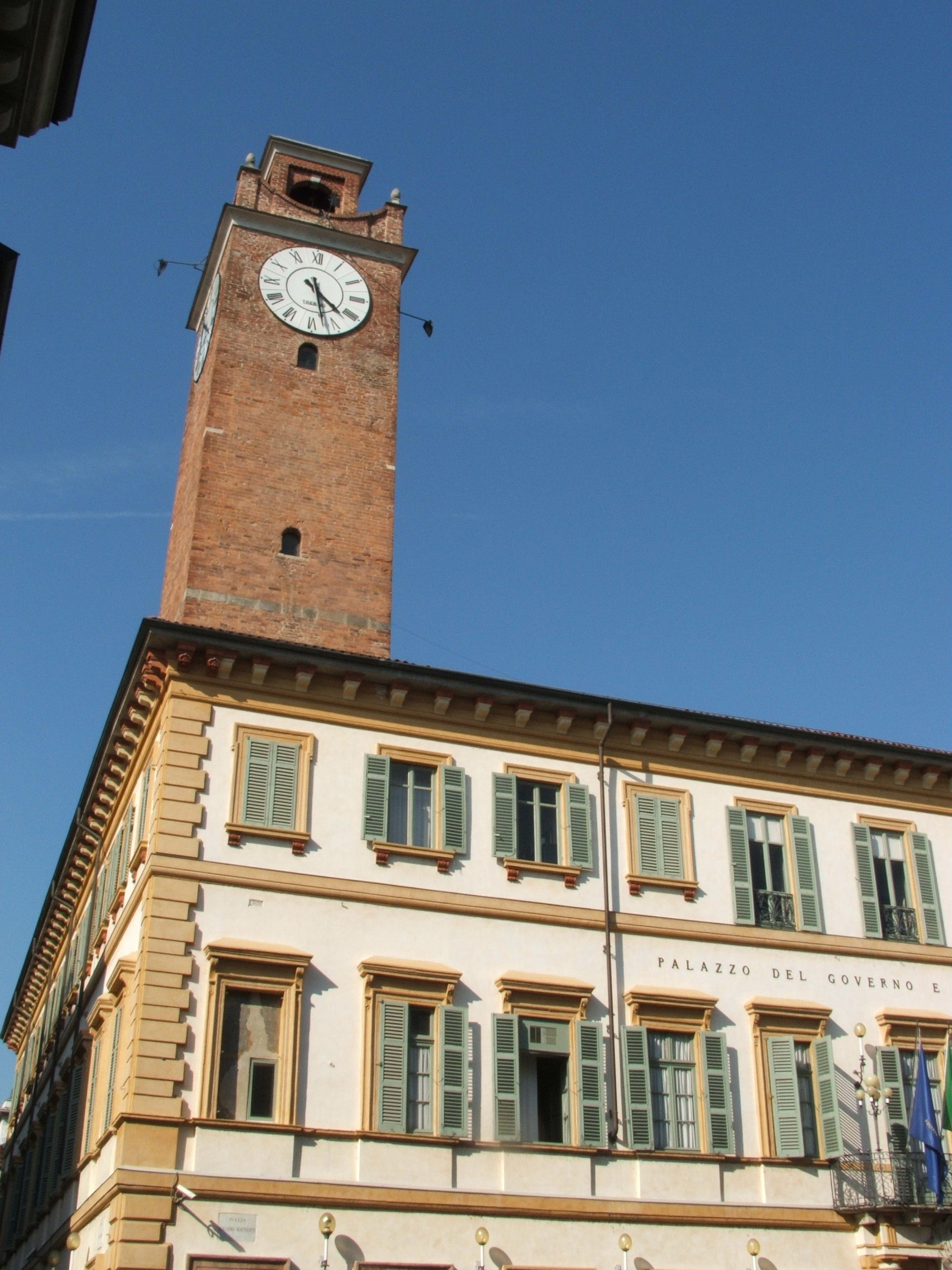
Palazzo Natta Isola, sede della Prefettura
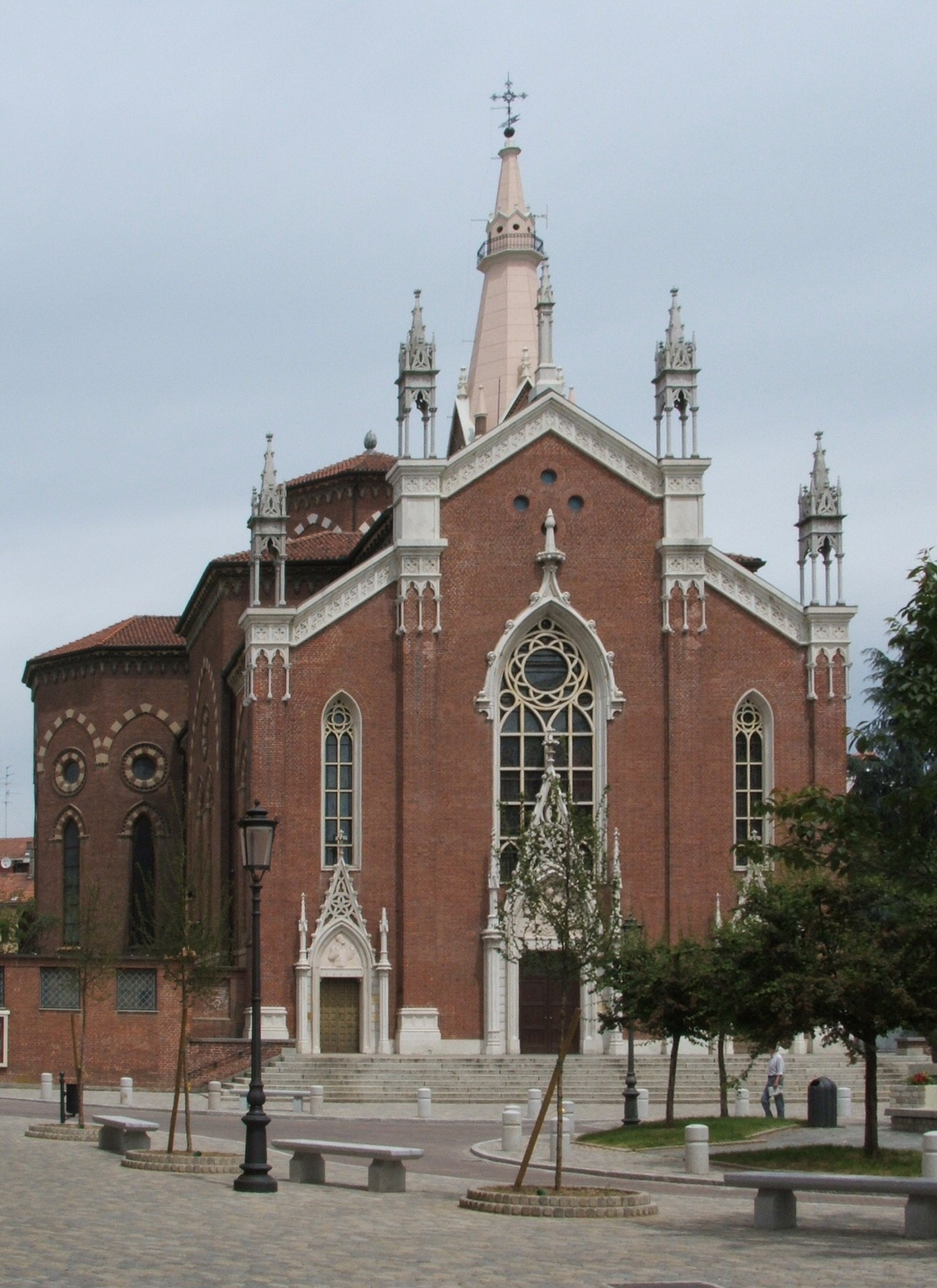
Chiesa del Sacro Cuore - Novara